# Cratogeomys goldmani
Cratogeomys goldmani är en gnagare i familjen kindpåsråttor som förekommer i Mexiko. Populationen infogades tidigare i Cratogeomys castanops och sedan 1980-talet godkänns den som art.
Individerna blir med svans 178 till 278 mm långa, svanslängden är 55 till 90 mm och vikten varierar mellan 150 och 400 g. Arten har 29 till 38 mm långa bakfötter och 5 till 6 mm långa öron. Honor är upp till 100 g lättare än hannar. Dessutom är exemplar som lever i torra landskap minst. Ovansidan är täckt av gulbrun till rödbrun päls och undersidans päls är krämfärgad till vit. På framsidan av de övre framtänderna förekommer en ränna. Cratogeomys goldmani har en mindre skalle jämförd med Cratogeomys castanops och dessutom finns skillnader i de genetiska egenskaperna.
Arten förekommer i nordcentrala Mexiko. Den lever i öknar och halvöknar med fattigt växtliv samt på jordbruksmark. Utbredningsområdet ligger 750 till 2650 meter över havet.
Cratogeomys goldmani gräver liksom andra släktmedlemmar underjordiska tunnelsystem. Antagligen har den samma levnadssätt som andra släktmedlemmar. För denna gnagare är inga allvarliga hot kända. IUCN listar arten som livskraftig (LC).